# Mort Cinder
Mort Cinder è un fumetto argentino scritto da Héctor Oesterheld e disegnato da Alberto Breccia. Fece la sua prima apparizione il 20 luglio del 1962, nel numero 718 della rivista Misterix. Nel 1964 esce la sua ultima storia. Per mano di Alberto Breccia, Mort Cinder verrà poi pubblicato in Spagna, Francia, Italia e Polonia.

## Il personaggio
Come altri esempi celebri in letteratura, le avventure di Mort Cinder ruotano attorno a una coppia formata dal protagonista Mort Cinder e dalla sua spalla, l'antiquario Ezra Winston, che funge anche da narratore delle dieci storie di cui si compone il ciclo.
Mort Cinder fa la sua entrata in scena a partire dalla storia Gli uomini dagli occhi di piombo dove viene presentato come un omicida che è appena stato impiccato. Mort Cinder è un personaggio immortale che ha preso parte durante i secoli a numerose vicende storiche sulle quali può raccontare la versione dei fatti di chi era presente. In realtà, non è esattamente immortale: muore ma rinasce sempre. In questo modo ha potuto prendere parte a innumerevoli eventi storici nel corso dei secoli e nei luoghi più disparati della Terra. Era presente sulle navi negriere americane o fra i faraoni egiziani, ha vissuto la vera storia della costruzione della torre di Babele e ha lottato fianco a fianco alle milizie spartane nell'epica battaglia delle Termopili. Graficamente, il personaggio è ispirato al disegnatore Horacio Lalia, assistente di Breccia all'epoca.
Ezra Winston è un antiquario di una certa età, appassionato del suo lavoro, che gestisce il negozio di famiglia a Chelsea. Conduce tranquillamente i suoi affari fino al giorno del suo incredibile incontro con Mort Cinder. Da quel giorno, la sua vita viene cambiata completamente e per sempre. È basato sull'aspetto dello stesso Breccia, opportunamente invecchiato essendo Breccia all'epoca più giovane del personaggio.

## Ambientazione
Le storie di Mort Cinder sono ambientate in parte nel presente e in parte nel passato. Hanno inizio nel negozio di Ezra Winston a Chelsea e partono spesso da oggetti d'antiquariato che capitano in negozio e che immancabilmente costituiscono elementi di una vita precedente del millenario Mort Cinder. Spesso è lo stesso Mort Cinder a raccontare a Ezra Winston le storie del passato legate a tali oggetti, come un modellino di goletta usata per la tratta degli schiavi, uno dei mattoni che costituivano la mitica torre di Babele o un'antica vetrata. Altre volte i racconti di Mort Cinder prendono il via da articoli di giornale, o da incontri fortuiti.
La lunghezza delle avventure varia; si tratta generalmente di storie brevi ad esclusione de Gli uomini dagli occhi di piombo che costituisce la storia più lunga ed articolata di tutta la serie. Anche lo stile delle storie varia, passando dal tono inquietante, fantastico e misterioso e dall'atmosfera horror de Gli uomini dagli occhi di piombo al racconto di una dolente umanità e tenerezza de La madre di Charlie, all'attenzione per il lato umano, per le paure e le debolezze dei personaggi ne La battaglia delle Termopili, molto diversa dalla versione raccontata anni dopo da Frank Miller nel suo 300.

## Stile grafico
Le tavole dell'uruguaiano Alberto Breccia sono realizzate con una tecnica complessa. Per Mort Cinder, Breccia usa pennello e inchiostro di china a varie diluizioni, talvolta mescolato con colla tipo coccoina. Inoltre, utilizza la lametta da barba per realizzare segni e campiture irregolari, ma anche il retino e tamponi per ottenere macchie e sfondi, e tra questi anche la guarnizione in gomma di un manubrio di bicicletta.

## Storie
Il ciclo dei racconti di Mort Cinder è costituito dalle seguenti 10 storie:
0. Ezra Winston, antiquario o Un dono per il Faraone ("Ezra Winston, el antiquario"). Prologo alle vicende. Viene presentato Ezra Winston, un vecchissimo e sensibile antiquario.
1. Gli uomini dagli occhi di piombo o Gli occhi di piombo ("Los ojos de plomo")
2. La madre di Charlie o Il disertore ("La madre de Charlie")
3. La torre di Babele ("La torre de Babel")
4. Nel penitenziario di Blue Dove - 1 o Il penitenziario: Marlin ("En la penitenciaria: Marlin")
5. Nel penitenziario di Blue Dove - 2 o Il penitenziario: il frate ("En la penitenciaria: El Frate")
6. Sacrificio alla luna ("Sacrificio a la luna (El vitral)")
7. La nave degli schiavi ("La goleta de los esclavos")
8. La tomba di Lisis ("La tumba de Lisis")
9. La battaglia delle Termopili ("La batalla de las Termopilas")

## Edizioni italiane
Gli episodi originali, datati fra il 1962 ed il 1964, sono stati pubblicati in volumi e riviste dal formato orizzontale e di conseguenza le edizioni italiane hanno molto spesso rimontato le tavole a seconda delle esigenze, dal formato pocket a quello di un libro tradizionale, con degli artifici grafici e con l'aggiunta di ritagli di vignette per riempire eventuali vuoti delle pagine.
- Mondadori - Il Mago – dal n. 3 di giugno 1972 al n. 19 di ottobre 1973.[2] Le storie sono pubblicate singolarmente nei vari numeri della rivista. Mancano però le storie Un dono per il faraone, Sacrificio alla luna e La tomba di Lisis.
- Gli uomini dagli occhi di piombo, Oscar Mondadori volume n. 521, febbraio 1974. Comprende le storie Gli occhi di piombo e La nave degli schiavi.
- Mort Cinder, Imago Libri – L'Avventuroso, 1979, edizione integrale in 4 volumi.

1. Vol. 1 – Un dono per il Faraone comprende le storie Un dono per il Faraone e Gli occhi di piombo parte1
2. Vol. 2 – Gli occhi di piombo comprende le storie Gli occhi di piombo parte2
3. Vol. 3 – La torre di Babele comprende le storie La madre di Charlie, La torre di Babele e Nel penitenziario di Blue Dove parte 1 e 2
4. Vol. 4 – Sacrificio alla luna comprende le storie Sacrificio alla luna, La nave degli schiavi, La tomba di Lisis e La battaglia delle Termopili

- Eura Editoriale –settimanale Lanciostory – dal n. 6 del 1985 al n. 17 del 1986.[2] Le storie sono pubblicate singolarmente negli inserti dei vari numeri della rivista. Manca però la storia Un dono per il faraone.
- Glénat Italia – collana I maestri del fumetto – Edizione integrale, 1988, cartonato, grandi dimensioni.
- I classici del fumetto di Repubblica – Serie Oro volume n. 59.
- Comma 22 – Edizione integrale, 2008.